# آنا مکسول مارتین
آنا مکسول مارتین (انگلیسی: Anna Maxwell Martin؛ زادهٔ ۱۰ مهٔ ۱۹۷۷) هنرپیشه اهل بریتانیا است. وی از سال ۲۰۰۱ میلادی تاکنون مشغول فعالیت بوده‌است.
از فیلم‌ها یا برنامه‌های تلویزیونی که وی در آن نقش داشته‌است، می‌توان به عشق پاینده، جین شدن، فیلومنا، افسانه‌های واهی، وقایع‌نگاری فرانکنشتاین، دوک و سپس هیچ‌کدام باقی نماندند اشاره کرد.